# Tiếng Goth
Tiếng Goth là một ngôn ngữ German từng được nói bởi người Goth. Những điều ta biết về nó chủ yếu là thông qua Codex Argenteus, một bản in thế kỷ 6 của một bản dịch Kinh Thánh thế kỷ 4, và là ngôn ngữ German Đông duy nhất với số văn liệu đáng kể. Những ngôn ngữ German Đông khác, gồm tiếng Burgundy và tiếng Vandal, chỉ được được biết đề từ những tên riêng còn sót lại trong văn bản lịch sử, và từ từ mượn trong những ngôn ngữ khác như tiếng Bồ Đào Nha, tiếng Tây Ban Nha, và tiếng Pháp.
Là một ngôn ngữ German, tiếng Goth là một phần của gia đình ngôn ngữ Ấn-Âu. Đây là ngôn ngữ German sớm nhất được chứng thực bằng nhiều văn bản lớn, nhưng không có hậu duệ trực tiếp. Tài liệu cổ nhất viết bằng tiếng Goth có niên đại từ thế kỷ thứ tư. Ngôn ngữ đã bị suy thoái vào giữa thế kỷ thứ sáu, một phần do thất bại quân sự của người Goth trước người Frank, người Goth ở Ý bị loại bỏ, và sự cô lập về mặt địa lý (ở Tây Ban Nha, tiếng Goth có lẽ đã đánh mất chức năng chính và chỉ còn được sử dụng như một ngôn ngữ nhà thờ khi người Visigoth cải sang đạo Công giáo năm 589). Ngôn ngữ này vẫn tồn tại như một ngôn ngữ địa phương ở bán đảo Iberia (Tây Ban Nha và Bồ Đào Nha hiện đại) cho đến tận cuối thế kỷ thứ tám, ở vùng hạ lưu sông Danube và các vùng núi non ở Crimea, dường như là vào cuối thế kỷ thứ chín.

## Ví dụ
| Tiếng Goth                                       | Chuyển ngữ                                          | Bản tiếng Việt                                        | Phiên âm IPA                                              |
| ------------------------------------------------ | --------------------------------------------------- | ----------------------------------------------------- | --------------------------------------------------------- |
| 𐌰𐍄𐍄𐌰 𐌿𐌽𐍃𐌰𐍂 𐌸𐌿 𐌹𐌽 𐌷𐌹𐌼𐌹𐌽𐌰𐌼,                        | 1. Atta unsar þu in himinam                         | 1. Lạy Cha chúng con ở trên trời,                     | 1. ˈatːa ˈunsar θuː in ˈhiminam                           |
| 𐍅𐌴𐌹𐌷𐌽𐌰𐌹 𐌽𐌰𐌼𐍉 𐌸𐌴𐌹𐌽                                | 2. weihnai namo þein                                | 2. chúng con nguyện danh Cha cả sáng,                 | 2. ˈwiːhnɛː ˈnamoː θiːn                                   |
| 𐌵𐌹𐌼𐌰𐌹 𐌸𐌹𐌿𐌳𐌹𐌽𐌰𐍃𐍃𐌿𐍃 𐌸𐌴𐌹𐌽𐍃                          | 3. qimai þiudinassus þeins                          | 3. nước Cha trị đến,                                  | 3. ˈkʷimɛː ˈθiu̯ðinasːus θiːns                             |
| 𐍅𐌰𐌹𐍂𐌸𐌰𐌹 𐍅𐌹𐌻𐌾𐌰 𐌸𐌴𐌹𐌽𐍃                              | 4. wairþai wilja þeins                              | -                                                     | 4. ˈwɛrθɛː ˈwilja θiːns                                   |
| 𐍃𐍅𐌴 𐌹𐌽 𐌷𐌹𐌼𐌹𐌽𐌰 𐌾𐌰𐌷 𐌰𐌽𐌰 𐌰𐌹𐍂𐌸𐌰𐌹                     | 5. swe in himina jah ana airþai.                    | 5. ý Cha thể hiện dưới đất cũng như trên trời.        | 5. sweː in ˈhimina jah ana ˈɛrθɛː                         |
| 𐌷𐌻𐌰𐌹𐍆 𐌿𐌽𐍃𐌰𐍂𐌰𐌽𐌰 𐌸𐌰𐌽𐌰 𐍃𐌹𐌽𐍄𐌴𐌹𐌽𐌰𐌽 𐌲𐌹𐍆 𐌿𐌽𐍃 𐌷𐌹𐌼𐌼𐌰 𐌳𐌰𐌲𐌰 | 6. hlaif unsarana þana sinteinan gif uns himma daga | 6. Xin Cha cho chúng con hôm nay lương thực hằng ngày | 6. hlɛːɸ ˈunsarana ˈθana ˈsinˌtiːnan ɡiɸ uns ˈhimːa ˈdaɣa |
| 𐌾𐌰𐌷 𐌰𐍆𐌻𐌴𐍄 𐌿𐌽𐍃 𐌸𐌰𐍄𐌴𐌹 𐍃𐌺𐌿𐌻𐌰𐌽𐍃 𐍃𐌹𐌾𐌰𐌹𐌼𐌰              | 7. jah aflet uns þatei skulans sijaima              | 7. và tha nợ chúng con                                | 7. jah aɸˈleːt uns ˈθatiː ˈskulans ˈsijɛːma               |
| 𐍃𐍅𐌰𐍃𐍅𐌴 𐌾𐌰𐌷 𐍅𐌴𐌹𐍃 𐌰𐍆𐌻𐌴𐍄𐌰𐌼 𐌸𐌰𐌹𐌼 𐍃𐌺𐌿𐌻𐌰𐌼 𐌿𐌽𐍃𐌰𐍂𐌰𐌹𐌼     | 8. swaswe jah weis afletam þaim skulam unsaraim     | 8. như chúng con cũng tha kẻ có nợ chúng con.         | 8. ˈswasweː jah ˈwiːs aɸˈleːtam θɛːm ˈskulam ˈunsarɛːm    |
| 𐌾𐌰𐌷 𐌽𐌹 𐌱𐍂𐌹𐌲𐌲𐌰𐌹𐍃 𐌿𐌽𐍃 𐌹𐌽 𐍆𐍂𐌰𐌹𐍃𐍄𐌿𐌱𐌽𐌾𐌰𐌹              | 9. jah ni briggais uns in fraistubnjai              | 9. Xin chớ để chúng con sa trước cám dỗ,              | 9. jah ni ˈbriŋɡɛːs uns in ˈɸrɛːstuβnijɛː                 |
| 𐌰𐌺 𐌻𐌰𐌿𐍃𐌴𐌹 𐌿𐌽𐍃 𐌰𐍆 𐌸𐌰𐌼𐌼𐌰 𐌿𐌱𐌹𐌻𐌹𐌽                    | 10. ak lausei uns af þamma ubilin                   | 10. nhưng cứu chúng con cho khỏi sự dữ.               | 10. ak ˈlɔːsiː uns aɸ ˈθamːa ˈuβilin                      |
| 𐌿𐌽𐍄𐌴 𐌸𐌴𐌹𐌽𐌰 𐌹𐍃𐍄 𐌸𐌹𐌿𐌳𐌰𐌽𐌲𐌰𐍂𐌳𐌹 𐌾𐌰𐌷 𐌼𐌰𐌷𐍄𐍃             | 11. unte þeina ist þiudangardi jah mahts            | -                                                     | 11. ˈunteː ˈθiːna ist ˈθiu̯ðanˌɡardi jah mahts             |
| 𐌾𐌰𐌷 𐍅𐌿𐌻𐌸𐌿𐍃 𐌹𐌽 𐌰𐌹𐍅𐌹𐌽𐍃                             | 12. jah wulþus in aiwins.                           | -                                                     | 12. jah ˈwulθus in ˈɛːwins                                |